# Förbundsrådet (Schweiz)

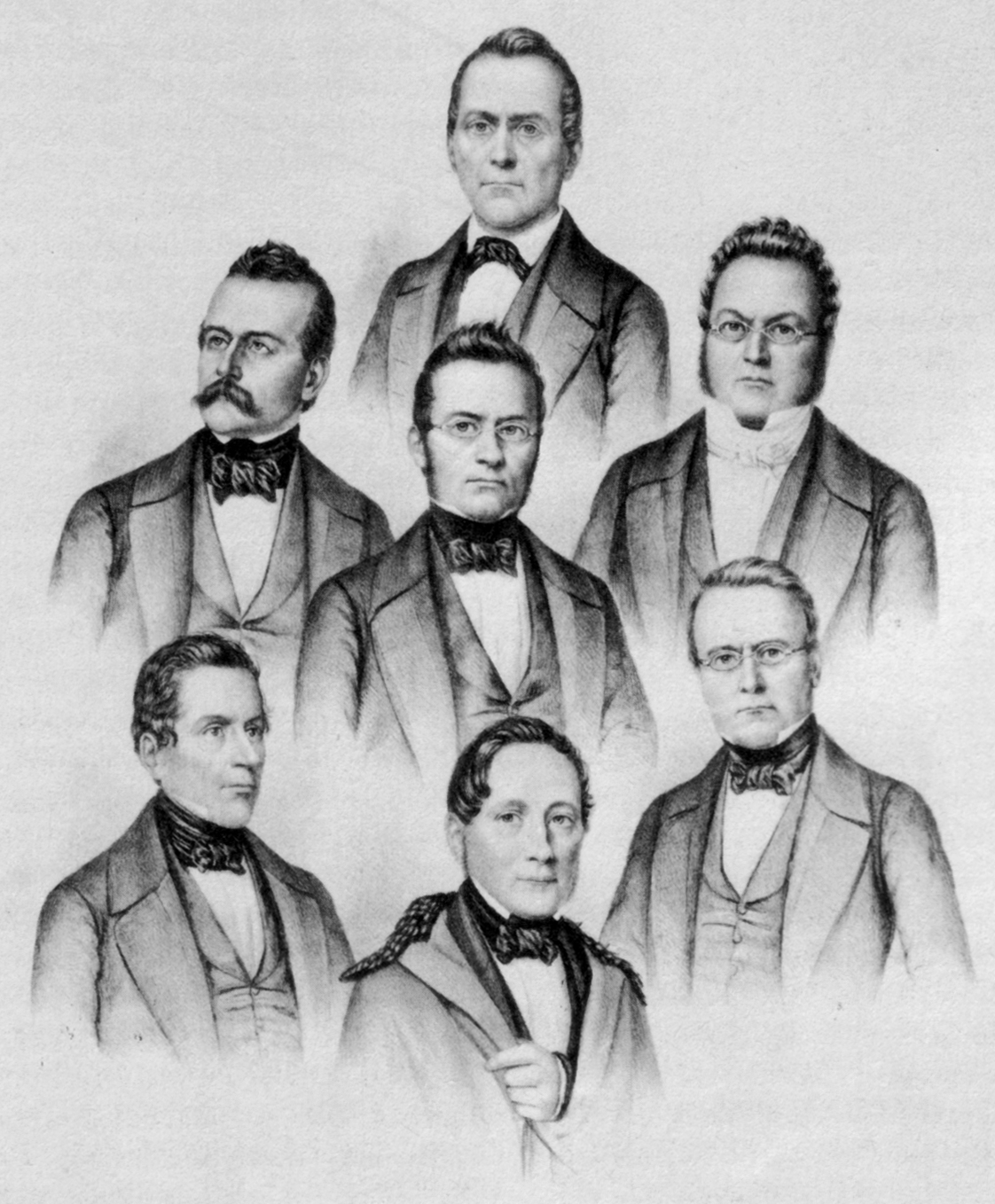
Schweiz första förbundsråd, valt den 16 november 1848.

Förbundsrådet (tyska: Schweizerischer Bundesrat, franska: Conseil fédéral suisse, italienska: Consiglio federale svizzero, rätoromanska: Cussegl federal svizzer) är den schweiziska federationens verkställande organ, det vill säga regering. Förbundsrådet som kollektiv utövar också rollen som landets statsöverhuvud.

## Val av ledamöter
Förbundsrådets sju ledamöter väljs för en period om fyra år av den samfällda förbundsförsamlingen, det vill säga Nationalrådet och Ständerrådet i plenum. För varje plats i Förbundsrådet sker en omröstning där absolut majoritet krävs för att någon skall bli vald. Detta medför att det förekommer flera valomgångar innan någon erhållit minst hälften av rösterna. När Nationalrådet påbörjar en ny mandatperiod (som brukar vara i fyra år) ska samtliga platser i Förbundsrådet tillsättas genom val. Det finns ingen gräns för hur många gånger ett förbundsråd kan bli omvalt. Fyllnadsval genomförs om någon regeringsmedlem avgår före mandatperiodens slut.
För att säkerställa de fransk- och italienskspråkiga minoriteternas inflytande skall minst två ledamöter representera någon av de fransk- eller italienskspråkiga kantonerna, medan övriga ledamöter kan representera vilken kanton som helst.
1959 kom de största partierna i Förbundsförsamlingen överens om att ledamöterna i Förbundsrådet skulle fördelas enligt följande: 
- socialdemokraterna 2 ledamöter,
- de frisinnade (numera FDP. Liberalerna) 2,
- kristdemokraterna 2 samt
- Bondepartiet (numera Schweiziska folkpartiet) 1 ledamot.

År 2003 förlorade kristdemokraterna sin ena plats till Schweiziska folkpartiet (SVP). Genom att SVP splittrades i juni 2008 hade det därefter bara en ledamot i Förbundsrådet fram till 2016; den andra platsen innehades av Borgerliga demokratiska partiets Eveline Widmer-Schlumpf som lämnade SVP direkt efter att hon invaldes.

## President
Schweiz federala parlament Förbundsförsamlingen väljer för ett år i taget en ordförande för Förbundsrådet bland dess ledamöter, och den som innehar det uppdraget är även Schweiz förbundspresident. Uppdraget brukar som regel rotera mellan förbundsråden. Förbundspresidentens huvudsakliga uppgift är att vara ordförande vid Förbundsrådets sammanträden. Presidenten har inte mer makt än de övriga förbundsråden, förutom vid lika röstetal varvid vederbörande har utslagsröst; Schweiz statschefskap utövas kollektivt av hela Förbundsrådet.
En vicepresident, som är förbundspresidentens ställföreträdare, väljs också för ett år i taget. Den som är vicepresident brukar vanligtvis väljas till förbundspresident påföljande år.

## Nuvarande förbundsråd
| Ledamot | Ledamot                   | Porträtt | Tillträdde      | Politiskt parti         | Kanton      | Funktion i förbundsrådet                                                             |
| ------- | ------------------------- | -------- | --------------- | ----------------------- | ----------- | ------------------------------------------------------------------------------------ |
|         | Guy Parmelin              |          | 1 januari 2016  | Schweiziska folkpartiet | Vaud        | Vicepresident under 2025 Chef för Närings-, utbildnings- och forskningsdepartementet |
|         | Ignazio Cassis            |          | 1 november 2017 | FDP. Liberalerna        | Ticino      | Chef för Utrikesdepartementet                                                        |
|         | Viola Amherd              |          | 1 januari 2019  | Centern                 | Valais      | Chef för Försvars- och idrottsdepartementet                                          |
|         | Karin Keller-Sutter       |          | 1 januari 2019  | FDP. Liberalerna        | St. Gallen  | President under 2025 Chef för Finansdepartementet                                    |
|         | Albert Rösti              |          | 1 januari 2023  | Schweiziska folkpartiet | Bern        | Chef för Miljö-, transport-, energi- och kommunikationsdepartementet                 |
|         | Élisabeth Baume-Schneider |          | 1 januari 2023  | Socialdemokraterna      | Jura        | Chef för Inrikesdepartementet                                                        |
|         | Beat Jans                 |          | 1 januari 2024  | Socialdemokraterna      | Basel-Stadt | Chef för Justitie- och polisdepartementet                                            |
|         | Martin Pfister            |          | 1 april 2025    | Centern                 | Zug         | Chef för Försvars- och idrottsdepartementet                                          |